# تعاونية الازدهار (النعاعسة ازغار)
تعاونية الازدهار هو دُوَّار يقع بجماعة أزغار، إقليم سيدي سليمان، جهة الرباط سلا القنيطرة في المملكة المغربية. ينتمي الدوّار لمشيخة النعاعسة ازغار التي تضم 11 دوار. يقدر عدد سكانه بـ 348 نسمة حسب الإحصاء الرسمي للسكان والسكنى لسنة 2004.

## روابط خارجية
- البوابة الوطنية للجماعات الترابية نسخة محفوظة 12 مارس 2018 على موقع واي باك مشين.
- المندوبية السامية للتخطيط